# Extrabreit
Extrabreit es una banda de rock fundada en Hagen, Alemania, en 1978. Es considerada como uno de los máximos exponentes del movimiento Neue Deutsche Welle.

## Historia
El grupo surgió a finales de 1978, en un principio como banda de punk rock, aunque pronto fueron adscritos al movimiento Neue Deutsche Welle (NDW), a pesar de que su música difiere de la típica del género. Fuertemente influidos por la música punk, con letras muy críticas con los políticos y la sociedad, sus miembros siempre se consideraron punks y argumentaron que fueron incluidos en el movimento NDW, únicamente porque se desarrolló en paralelo a su carrera.
La etapa de mayor éxito de la banda se desarrolló entre los años 1981 y 1983, actuando ante multitudes, consiguiendo discos de oro y de platino o siendo portada de la revista BRAVO. Tras la marcha de dos de los componentes del grupo en 1983, publicaron dos álbumes; Europa y LP der Woche. Después de un descanso creativo, en 1987 regresan con un nuevo trabajo, muy influenciados por la banda británica The Cure. En los 90, Extrabreit agudizaron el sarcasmo y la crítica social en sus letras, un estilo similar al de los californianos Dead Kennedys, pero no llegaron a alcanzar el éxito comercial de sus primeros trabajos. El 19 de septiembre de 1998 dieron el que iba a ser su último concierto. Regresaron en 2002 con una gira por Alemania. El 27 de agosto de 2005 dieron su concierto número 1000, ante un buen número de seguidores en Hengsteysee en Hagen. En 2010 dieron un concierto junto a la Orquesta Filarmónica de Hagen. Durante su carrera han llegado a grabar temas con Hildegard Knef, Harald Juhnke y Marianne Rosenberg.

## Miembros de la banda
- Vocalista: Kai "Havaii" Schlasse
- Guitarra: Stefan "Kleinkrieg" Klein, Bubi Hönig
- Bajo:   Lars Larson
- [ Batería]:  Rolf Möller

## Discografía
- Ihre größten Erfolge (1980)
- Welch ein Land - Was für Männer (1981)
- Rückkehr der phantastischen Fünf (1982)
- Europa (1983)
- LP der Woche (1984)
- Sex after three years in a submarine (1987)
- Das grenzt schon an Musik (1990, Directo)
- Wer böses denkt soll endlich schweigen (1991)
- Hotel Monopol (1993)
- Jeden Tag - Jede Nacht (1996)
- No. 65. in Germany (1996)
- Superfett - Das Beste (1996)
- Amen (1998)
- Das letzte Gefecht (2002, Directo)
- Unerhört (2003)
- Ihre Allergrößten Erfolge (2003)
- Frieden (2005)
- Neues von Hiob (2008)
- 30 Jahre LIVE, (2009, Directo)
- Extrabreit Gold (2009)
- Extrabreit und Philharmonisches Orchester Hagen - Live in Hagen, (2010, Directo)